# سرزمین‌آب (فیلم)
سرزمین‌آب (به انگلیسی: Waterland) فیلمی درام معمایی محصول سال ۱۹۹۲ و به کارگردانی استیون جیلنهال است. در این فیلم بازیگرانی همچون جرمی آیرونز، شینید کیوسک، ایثن هاک، جان هرد، لینا هیدی، پیت پاستویت، کارا بونو، دیوید موریسی و مگی جیلنهال ایفای نقش کرده‌اند. داستان فیلم بر اساس رمانی به همین نام اثر گراهام سویفت است با این تفاوت که فیلم مکان معاصر را از انگلستان به پیتسبرگ تغییر داد و برخی از جنبه‌های تاریخی کتاب در فیلم به چشم نمی‌خورد.

## داستان
این فیلم داستان یک معلم تاریخ انگلیسی در دبیرستانی در پیتسبرگ را روایت می‌کند که داستان سه نسل از خانواده خود را برای دانش‌آموزانش بازگو می‌کند، از داستان پدربزرگش، نوجوانی او و برادرش تا زندگی با همسرش. فیلم با اخراج معلم از مدرسه به پایان می‌رسد.

## تولید
فیلم‌برداری این فیلم در پیتسبرگ، پنسیلوانیا، بخش‌هایی از انگلستان، از جمله انگلستان شرقی و لندن، باغ‌های اطراف فاورشام و عمارت ویکتوریا انجام شده‌است.